# 大陸棚

大陸棚も含めた世界の地形図
大陸棚

大陸棚（たいりくだな、英語: continental shelf）とは、大陸の周縁に分布するきわめて緩傾斜の海底で、傾斜の変換点をその外縁とする平らな棚状の地形をいう。

## 地形学上の大陸棚
大陸棚には様々な定義が存在するが、国際測地学・地球物理学連合（IUGG）主催の委員会で採択された、Wiseman and Ovey（1953）による定義“低潮線に始まり、深海に向かって著しい傾斜の増大が生ずる深さまでの大陸を取り巻く海底地域”が、海底地形学上しばしば引用されている。その世界における平均水深はほぼ130 mであるが、南極海では約400 mに達する。また、大陸棚の幅は平均78 kmとされるが、北極海のように400 kmを超えるところもある。
上記の著しい傾斜増大が生じるところをシェルフブレイク（shelf break）、それより深海を大陸斜面（continental slope）、さらにコンチネンタルライズ（continental rise）という大陸斜面の中でも傾斜が緩くなった部分が続き、深海平原（abyssal plain）になる。大陸斜面の角度は大体3度だが、1度より緩い場合や10度を超える場合もある。

## 法的大陸棚

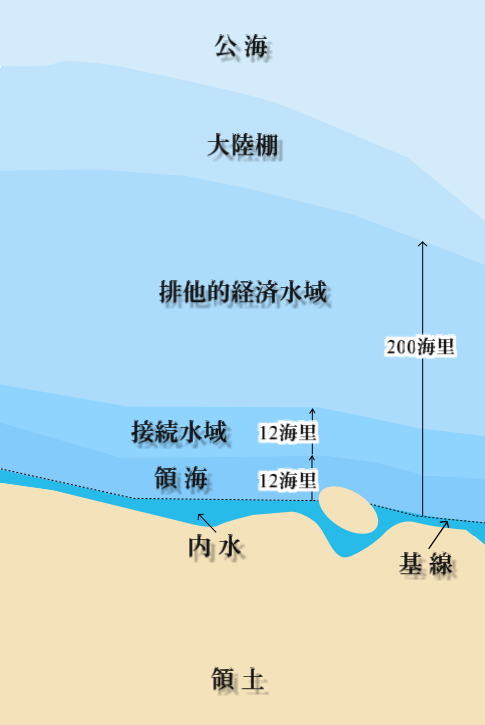
それぞれの水域を示す図

1958年に、第一次国連海洋法会議で、「ジュネーブ海洋法四条約」（※）が採択された。このうち、「大陸棚に関する条約」で大陸棚を「200mまたは天然資源の開発可能な水深まで。」と定義し、沿岸国は「海底とその地下の天然資源の探査・開発について主権的権利」を持つとされた。
しかしながら、技術の進展に伴い「開発可能な水深」では基準として相応しくなくなったことや、領海などその他の海の権利に関しては各国がそれぞれ独自の権利を主張していたことから、1982年に、第三次国連海洋法会議にて、海の憲法と言われる「海洋法に関する国際連合条約」（海洋法条約）を採択、1994年に発効した。
これにより、沿岸国の管轄権が及ぶ範囲の一つとして大陸棚が定義され、沿岸国は基本的に200海里までの海底及び海底下を大陸棚とすることができるほか、海底の地形・地質が一定条件を満たせば、200海里の外側に大陸棚の限界を設定することが可能であるとされている。
（※）「ジュネーブ海洋法四条約」
「領海及び接続水域に関する条約」（1964年発効）、「公海に関する条約」（1962年発効）、「漁業及び公海の生物資源の保存に関する条約」（1964年発効）、「大陸棚に関する条約」（1966年発効）
大陸棚の延長規定
2001年5月に一度、提出期限が2009年5月15日まで延長になった海洋法条約に基づく大陸棚の延長規定では以下の細目を規定している。
1. 大陸斜面脚部から60海里の範囲
2. 堆積岩の厚さが大陸斜面脚部からの距離に対して1%である範囲

上記のいずれか。ただし、以下の2つを越えない範囲。
1. 領海の基線から350海里の線
2. 2500mの等深線から100海里沖合の線

大陸斜面脚部とは、陸と海の境界である「大陸斜面」の麓（基部）で地形の傾斜の最大変化点をいう。
このような法的意味での「大陸棚」は、本来の定義である地形的な大陸棚とは意味が異なる。地形的な大陸棚は自然地形として固定されており延長できない。大陸斜面は大陸棚の外にあるので、大陸棚ではありえない。上記のように「大陸棚の延長」という表現が国際海洋法会議で使用されるが、これは不適切な誤用ではある。しかしながら既に世界的に広く使用されており、もはや変更できない状態にある。
2008年2月現在、ロシア、ブラジル、オーストラリア、アイルランド、ニュージーランド、ノルウェー、フランス、メキシコが単独で、英国、フランス、スペイン、アイルランドの4ヶ国が連合で大陸棚の延長申請を行い、ブラジルとアイルランドは2007年にすでに大陸棚限界委員会の勧告を受けた。
日本は1994年に海洋法条約が発効するのにさいし、排他的経済水域及び大陸棚に関する法律を制定した。2008年11月12日、日本は近海約74万平方キロメートル（日本の国土面積の約2倍）の部分を大陸棚として延長を大陸棚限界委員会へ申請した。その後2009年9月11日、国連大陸棚限界委員会は日本の申請について、小委員会で審理が開始されたと発表した。最終決定となる勧告が出るまでに2、3年はかかる見通しである。2012年4月27日、大陸棚限界委員会により沖ノ鳥島を基点とした海域も含まれる大陸棚延伸が日本として初めて認められた。認められた海域は太平洋4海域の計約31万平方キロメートルで、国土面積の約82％に相当する。
2014年9月9日、日本政府は閣議で、沖ノ鳥島北方の四国海盆海域と、沖大東海嶺南方海域で大陸棚を延長するための政令を決定した。施行日は2014年10月1日で、計17万7000平方キロメートルの海域が新たに日本の大陸棚となった。国連海洋法条約に基づき、延長された海域でのレアメタルや天然ガスなどの海洋資源開発について日本が主権的権利を行使できるようになる。
2024年6月25日、日本政府は閣議で、小笠原海台海域の大部分で大陸棚を延長するための政令を決定した。施行日は2024年7月20日。12万平方キロメートルの海域が新たに日本の大陸棚となった。同海域は2012年に大陸棚限界委員会に延長が認められてから10年間アメリカと協議を行っていた。

### 境界の画定
法的な大陸棚の境界画定をめぐっては、沿岸国間でしばしば紛争が生じ、そのいくつかは国際司法裁判所に付託された結果、北海大陸棚事件判決などの判例が形成された。境界の決定方法について等距離・中間線原則と衡平原則が主張されるが、海洋法条約はどちらにも言及しておらず、今後の国家実行に委ねている。

## 成因
氷期や間氷期を繰り返すと、大陸内部で氷河の発達や融解により海水準が上下する。このように氷河による長期間の海面高さの変化を「氷河性海面変動」と呼ぶ。現在見られる大陸棚は大陸プレートの辺縁部で、第四紀更新世や完新世の、海面が現在よりも百数十m低かった氷期の海水準変動期に堆積平野として形成された部分と考えられている。